# Siphonogorgia pendula
Siphonogorgia pendula är en korallart som beskrevs av Studer 1889. Siphonogorgia pendula ingår i släktet Siphonogorgia och familjen Nidaliidae. Inga underarter finns listade i Catalogue of Life.